# Liste der Biografien/Linda
Liste der Biografien |
Portal Biografien |
Personensuche
# |
A |
B |
C |
D |
E |
F |
G |
H |
I |
J |
K |
L |
M |
N |
O |
P |
Q |
R |
S |
T |
U |
V |
W |
X |
Y |
Z |
?
 
La |
Lb |
Lc |
Le |
Lg |
Lh |
Li |
Lj |
Ll |
Lm |
Lo |
Lp |
Lt |
Lu |
Lv |
Lw |
Lx |
Ly |
Lz
 
Lia |
Lib |
Lic |
Lid |
Lie |
Lif |
Lig |
Lih |
Lii |
Lij |
Lik |
Lil |
Lim |
Lin |
Lio |
Lip |
Liq |
Lir |
Lis |
Lit |
Liu |
Liv |
Liw |
Lix |
Liy |
Liz
 
Lina |
Linb |
Linc |
Lind |
Line |
Linf |
Ling |
Linh |
Lini |
Linj |
Link |
Linl |
Linn |
Lino |
Linp |
Lins |
Lint |
Linu |
Linv |
Linw |
Linx |
Liny |
Linz
 
Linda |
Lindb |
Linde |
Lindf |
Lindg |
Lindh |
Lindi |
Lindk |
Lindl |
Lindm |
Lindn |
Lindo |
Lindp |
Lindq |
Lindr |
Linds |
Lindt |
Lindu |
Lindv |
Lindw |
Lindz
Die Liste der Biografien führt alle Personen auf, die in der deutschsprachigen Wikipedia einen Artikel haben. Dieses ist eine Teilliste mit 58 Einträgen von Personen, deren Namen mit den Buchstaben „Linda“ beginnt.

## Linda
- Linda (* 1977), russische Sängerin des gleichnamigen russischen Pop-Projekts
- Linda Pétursdóttir (* 1969), isländische Schönheitskönigin
- Linda Vilhjálmsdóttir (* 1958), isländische Schriftstellerin
- Linda, Björn (* 1989), deutscher Eishockeytorwart
- Linda, Bogusław (* 1952), polnischer Schauspieler
- Linda, Curt (1919–2007), deutscher Animationsfilmer und Filmproduzent
- Linda, Josef (1792–1834), tschechischer Schriftsteller
- Linda, Manuel da Silva Rodrigues (* 1956), portugiesischer Geistlicher, römisch-katholischer Bischof von Porto
- Linda, Sebastian (* 1984), deutscher Filmemacher, Regisseur und Fotograf
- Linda, Solomon (1909–1962), südafrikanischer Musiker

### Lindac
- Lindacher, Walter F. (* 1937), deutscher Rechtswissenschaftler und Hochschullehrer

### Lindah
- Lindahl, Axel (1841–1906), schwedischer Fotograf
- Lindahl, Axel (1885–1959), schwedischer Langstreckenläufer
- Lindahl, Cathrine (* 1970), schwedische Curlerin
- Lindahl, Erik Robert (1891–1960), schwedischer Ökonom
- Lindahl, Flora Ofelia Hofmann (* 2005), dänische Schauspielerin und Sängerin
- Lindahl, Fredrik (* 1983), schwedischer Handballspieler
- Lindahl, Hedvig (* 1983), schwedische Fußballtorhüterin
- Lindahl, Karl (1890–1960), schwedischer Turner
- Lindahl, Karl Barthold (1861–1895), schwedischer Porträtmaler der Düsseldorfer Schule
- Lindahl, Margaretha (* 1974), schwedische Curlerin
- Lindahl, Marita (1938–2017), finnisches Model
- Lindahl, Nick (* 1988), australisch-schwedischer Tennisspieler
- Lindahl, Nora (* 2004), finnisch-schwedische Sprinterin
- Lindahl, Tomas (* 1938), schwedischer Krebsforscher
- Lindahl, Valborg, schwedische Eiskunstläuferin

### Lindal
- Lindal, Eva (* 1958), schwedische Geigerin

### Lindan
- Lindanus, Wilhelm Damasi (1525–1588), Inquisitor, Bischof und Hochschullehrer

### Lindar
- Lindars, Kieran (* 1996), britischer Triathlet

### Lindau
- Lindau, Arvid (1892–1958), schwedischer Pathologe
- Lindau, Dietrich Wilhelm (1799–1862), deutscher Genre- und Landschaftsmaler sowie Zeichner
- Lindau, Eugen (1883–1960), deutscher Admiral im Zweiten Weltkrieg
- Lindau, Friedrich (1915–2007), deutscher Architekt, Gründungspräsident der Architektenkammer Niedersachsen
- Lindau, Gustav (1866–1923), deutscher Mykologe und Botaniker
- Lindau, Hans (1875–1963), deutscher Schriftsteller und Bibliothekar
- Lindau, Heinrich Julius von (1754–1776), deutscher Freiherr und Leutnant
- Lindau, Hieronymus II. (1657–1719), deutscher Abt
- Lindau, Jakob (1833–1898), deutscher Politiker (Zentrum), MdR
- Lindau, Karl (1853–1934), österreichischer Schauspieler und Schriftsteller
- Lindau, Moritz (* 1877), deutscher Kaufmann und Radsportfunktionär
- Lindau, Paul (1839–1919), deutscher Dramatiker, Journalist und Theaterleiter
- Lindau, Paul (1881–1945), deutscher Bildhauer
- Lindau, Philip (* 1991), schwedischer Radrennfahrer
- Lindau, Rudolf (1829–1910), deutscher Diplomat und Schriftsteller
- Lindau, Rudolf (1888–1977), deutscher Politiker und Historiker
- Lindau, Uwe (1950–2022), deutscher Künstler
- Lindau, Veit (* 1969), deutscher Buchautor, Coach und spiritueller LehrerVeit Lindau (* 1969)

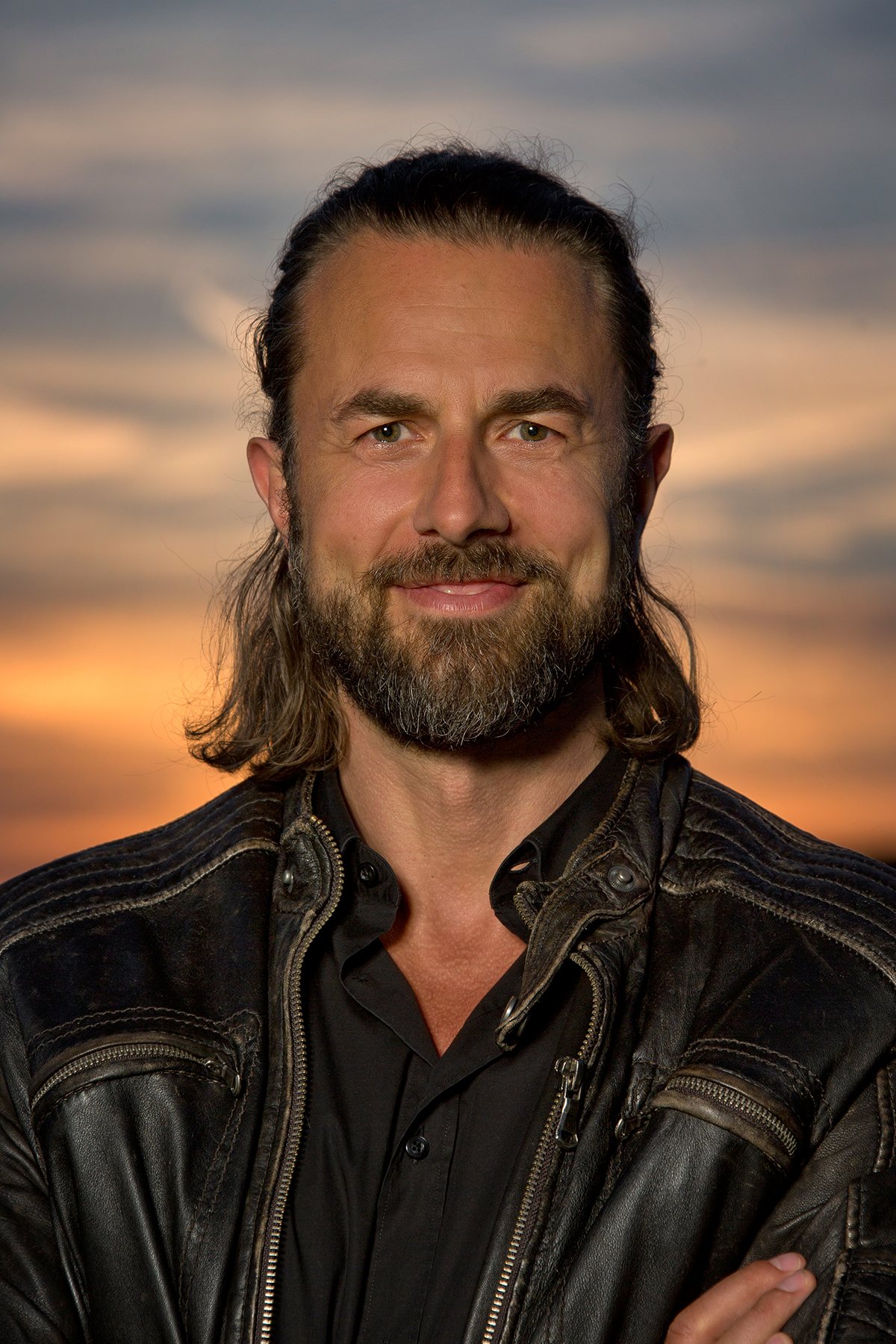
Veit Lindau (* 1969)

- Lindau, Wilhelm Adolf (1774–1849), deutscher Jurist, Übersetzer und Schriftsteller
- Lindau-Schulz, Margarete (1878–1965), deutsche Schriftstellerin, Drehbuchautorin und Filmregisseurin
- Lindau-Schulz, Rolf (1904–1969), deutscher Schauspieler und Produzent in der Stummfilmzeit
- Lindauer, Armin (* 1958), deutscher Grafikdesigner, Maler, Autor und Hochschullehrer
- Lindauer, Gottfried (1839–1926), böhmisch-neuseeländischer Maler
- Lindauer, Josef (1912–1997), Schweizer Skisportler
- Lindauer, Josef (1920–2012), deutscher Altphilologe und Gymnasiallehrer
- Lindauer, Joseph Andreas (1784–1850), Bischof von Budweis
- Lindauer, Martin (1918–2008), deutscher Verhaltensforscher
- Lindauer, Rebecca (* 1996), deutsche Schauspielerin und Hörspielsprecherin
- Lindauer, Sigmund (1862–1935), deutscher Textilunternehmer